# Breedte-investering
Onder een breedte-investering verstaat men de aanschaf van een kapitaalgoed, waarbij zowel de kapitaalintensiteit (de verhouding kapitaal/arbeid K/A) als de arbeidsintensiteit (de verhouding arbeid/kapitaal A/K) gelijk blijft. Ten gevolge van de breedte-investering gaat de hoeveelheid arbeid met een gelijke factor omhoog. Als een fabriek voor iedere machine twee arbeidskrachten inzet zullen bij aanschaf van een extra machine weer twee extra arbeidskrachten nodig zijn; de kapitaalintensiteit blijft daarbij gelijk.
Dit kan een vervangingsinvestering of een uitbreidingsinvestering zijn. Alleen in het laatste geval neemt de hoeveelheid bestaande kapitaalgoederen toe met dezelfde soort kapitaalgoederen. Door de technologische vooruitgang zullen zuivere breedte-investeringen nooit voorkomen, er zal altijd sprake zijn van een bepaalde vorm van diepte-investering. Het begrip wordt vooral gebruikt om de effecten van een investering op de werkgelegenheid aan te geven.